# Стремительный (миноносец)
«Стреми́тельный» — русский миноносец типа «Сокол» (10 октября 1907 года переклассифицирован в эскадренные миноносцы). Нёс боевую службу на Черноморском флоте.

## История
Спущен на воду в 1901 году в Петерсбурге.
Во время восстания на броненосце «Князь Потемкин Таврический» в июне 1905 года командование Черноморского флота решило использовать миноносец для потопления восставшего броненосца, но так как были опасения, что матросы «Стремительного» могут попытаться перейти на сторону восставших, экипаж для похода был набран исключительно из офицеров (за исключением нескольких кочегаров). «Стремительный» искал «Потемкина» в Одессе и Ялте, но так и не смог обнаружить восставший броненосец. В результате поломки в машинном отделении (по некоторым сведениям предумышленной) миноносец вернулся в Севастополь, не добившись успеха.
При угрозе захвата кораблей немецкими войсками в 1918 году уведён из Севастополя в Новороссийск, где был затоплен в Цемесской бухте 18 июля 1918 года.
Поднят в 1926 году по частям специалистами ЭПРОН и разобран на металл.

## Командиры
- xx.xx.1902-хх.хх.xxxx — Данилевский, Александр Александрович
- 08.09.1903-после 02.07.1905 — капитан 2-го ранга Константинов, Иосиф Васильевич
- xx.xx.1905-хх.хх.xxxx — Янович, Андрей Александрович
- 25.04.1911-хх.хх.хххх — старший лейтенант Нелидов, Флигонт Сергеевич
- xx.xx.1914-хх.xx.xxxx — Пышнов, Борис Михайлович
- 05.09.1915-xx.xx.xxxx — Милашевич, Сергей Константинович
- xx.xx.xxxx-xx.xx.xxxx — Свирский, Юрий Владимирович
- xx.xx.1917-хх.xx.xxxx — Чухнин, Григорий Григорьевич
- 21.12.1917-xx.xx.xxxx — мичман Плеханов, Валентин Михайлович (исполняющий должность командира)
- хх.хх.хххх- 18.06.1918—  лейтенант Брант, Дмитрий Георгиевич